# 中国人民解放军重庆警备区
中国人民解放军重庆警备区，是中国人民解放军的一个警备区，现属中央军委国防动员部，管辖范围为重庆市。

## 历任领导
| 司令员 1. 朱和平（2009年-2014年1月） 2. 高晓勇（2014年1月-2014年12月） 3. 王艳勇（2014年12月-2017年4月） 4. 韩志凯（2017年4月-2021年3月） 5. 刘士胥（2021年3月-） 6. 王燕崎 （2023年10月-） 警备区党委第一书记 中共重慶市委書記兼任 | 政治委员 1. 郎友良（2005年12月-2007年7月） 2. 梁冬春（2007年7月-2014年7月） 3. 陈代平（2014年7月-2017年8月） 4. 刘 伟（2017年8月-2020年11月） 5. 高步明（2020年11月-） 1. 陳知建 2. 南小冈 3. 王盛槐 4. 陳澄 (將軍) 5. 張燁 (解放軍) 6. 趙宗岐 |